# 和谐街道
和谐街道是中华人民共和国吉林省长春市农安县下辖的一个街道办事处。

## 行政区划
和谐街道下辖以下村级行政区划单位：
文化社区、华城社区、良政社区、桥南社区和铁西村。